# Botos kölönte
A botos kölönte (Cottus gobio) a sugarasúszójú halak (Actinopterygii) osztályának skorpióhal-alakúak (Scorpaeniformes) rendjébe, ezen belül a kölöntefélék (Cottidae) családjába tartozó típusfaj. Neve onnan ered, hogy régebben botra erősített villával szigonyozták meg. Több köznyelvi elnevezése is ismert, mint békahal, bábec, botfejű, boti, botos, butikóhal, ebhal, kölönte, kolty, kophal, kopsa, kutyahal, köpőce, patkószegfejű vagy az ördöghal.
Korábban Európa szerte jelen volt, de jelentősen csökkent az állománya és szűkült az előfordulási területe, így ma már Magyarországon is ritkaságszámba megy. Nincs gazdasági jelentősége, az élőhelyeinek elvesztése pedig azt jelentette, hogy veszélyeztetté vált a faj és emiatt mára már védettséget is élvez. A német sporthorgász szövetség és az osztrák testvérszervezet kuratóriuma 1989-ben és 2006-ban is kiválasztotta, mint az év hala, hogy ezzel is ráirányítsa a természetvédők figyelmét.

## Előfordulása
Európai elterjedtségű faj az Atlanti-óceán partjaitól az Urál hegységig megtalálható, a homokos kavicsos talajú tiszta oxigéndús folyóvizekben. A Kárpát-medence peremrészein és magasabb hegységeinek vizeiben gyakori. Magyarországon őshonos, de csak elvétve található meg a neki megfelelő élőhely hiánya miatt. Előfordulhat a Duna egyes szakaszain az Ipoly, a Dráva és a Tisza vizében. Romániában előfordul a Nagy-Küküllőben, a Marosban, és az Oltban, és a Kis-Küküllőben de néha a Dunában és a Fekete-tengerben.

### Alfajai
Európában több alfaja is ismert:
- Cottus gobio ferruginosus a Pireneusokban,
- Cottus gobio vetiti a Garda-tóban és Dalmáciában,
- Cottus gobio koshewnikowi a Néva, a Dnyeper, a Volga és az Urál hegység vízrendszerében fordul elő. - manapság önálló fajként van elfogadva, Cottus koshewnikowi névvel.

### Hasonló fajok
Legjobban a Magyarországon még ritkábban előforduló cifra kölönte hasonlít hozzá, de annak oldalvonala a test hátsó részén a hátúszó alatt megszakad és minden úszóját sötétebb harántsávok díszítik. A magyarországi vizekben is megtalálható gébfélék is hasonlítanak rá, de ezektől eltérő, hogy azoknak a testét pikkely borítja és fejük is keskenyebb.

### Azonosítása határozóképlettel
A halak közeli rokon fajainak azonosításához nagy segítséget jelenthet az adott hal morfológiai tulajdonságainak pontos vizsgálata. Az alábbi táblázat a botos kölönte, a cifra kölönte és a folyami géb határozóképletét tartalmazza.
| Tudományos név        | Magyar név     | pikkelyképlet | garatfogképlet | úszósugár hátúszó     | úszósugár farokalatti |
| --------------------- | -------------- | ------------- | -------------- | --------------------- | --------------------- |
| Cottus gobio          | Botos kölönte, | -             | -              | D1:VI-IX, D2:15-18    | 10-13                 |
| Cottus poecilous      | Cifra kölönte, | -             | -              | D1:VIII-X, D2:17-20   | 13-15                 |
| Neogobius fluviatilis | Folyami géb,   | 58-65         | -              | D1:VI-VII, D2:I/15-18 | I/13-15               |

## Megjelenése
A hal teste bunkót formázóan megnyúlt, elöl hengeres, hátulsó részén oldalról összenyomott. Feje nagyon széles, fölülről békaszerűen lapított. Kopoltyúnyílása szűk szája nagy csúcsba nyíló, szöglete a szem elejének vonalához közelít, állkapcsain apró fogacskák ülnek. Szeme magasan helyezkedik el, aránylag nagy, de átmérője kisebb az orra hosszánál. Teste csupasz, nincsenek pikkelyei, oldalvonala teljesen végighúzódik a testén, egészen a farok úszóig. Sárgásszürke alapszínét sötétbarna foltok tarkítják. Két hátúszója közül az első 5-9 tüskés sugárral, a második 13-19 lágy sugárral, farok alatti úszói 10-15 lágy sugárral rendelkeznek, mellúszói nagyok alsó sugaraik túlnyúlnak az úszó bőrrészén. Méretét tekintve apró termetű hal testhossza 10-12 centiméter. A testében egyáltalán nincs úszóhólyag ezért a vízben tartósan lebegni nem tud.

## Életmódja
A botos kölönte tiszta, sebes sodrású, köves és kavicsos medrű folyóvizekben a fenéken tartózkodik. Gyakori elterjedési területe a pisztrángos hegyi vizek, de a magyarországi csekély vízhozamú középhegységi és dombvidéki patakokban nem tud megélni. A nagyobb folyók pér- és paduczónájában is otthon érzi magát, sőt előfordul a márnazóna fölső régiójában is, de csak abban az esetben, ha a víz hőmérséklete nem emelkedik túlságosan magasra, és a tisztasága is megfelelő. Napközben rejtőzködő életmódot folytat, táplálkozni alkonyatkor indul. Falánk ragadozó hal, fő tápláléka a pataki bolharák (Gammarus pulex), különböző rovarlárvák és felnőtt korban a lakóhelyén található halak, akár saját fajtársai is.

## Szaporodása
Kétéves korától ivarérett február-május között van a szaporodási időszaka, de a táplálékban gazdagabb vízterületeken akár évente több alkalommal is ívhat. Íváskor a hím egyedek gödröt ásnak és párjaik ide rakják kevés számú 100-200 darabot számláló ikráikat. Megtermékenyített ikrákat a hím harciasan védelmezi, akár nagyobb halakkal is szembeszáll. Kelési idő 3-6 hét között változik. Az ikrából kibújó lárvák 6–7 mm hosszúak, nagy szikzacskóval rendelkeznek. A 10-11 nap után kiúsznak a fészekből, mert a szikanyag teljesen felszívódik és ekkor törzshosszuk már 9-10 milliméter.

## Galéria
A képeken jól látható, hogy a fenéklakó életmódot folytató hal, milyen jól alkalmazkodik a környezetéhez, hiszen egy felületesebb szemlélő az átlátszó tiszta víz ellenére a partról talán észre se venné őket.

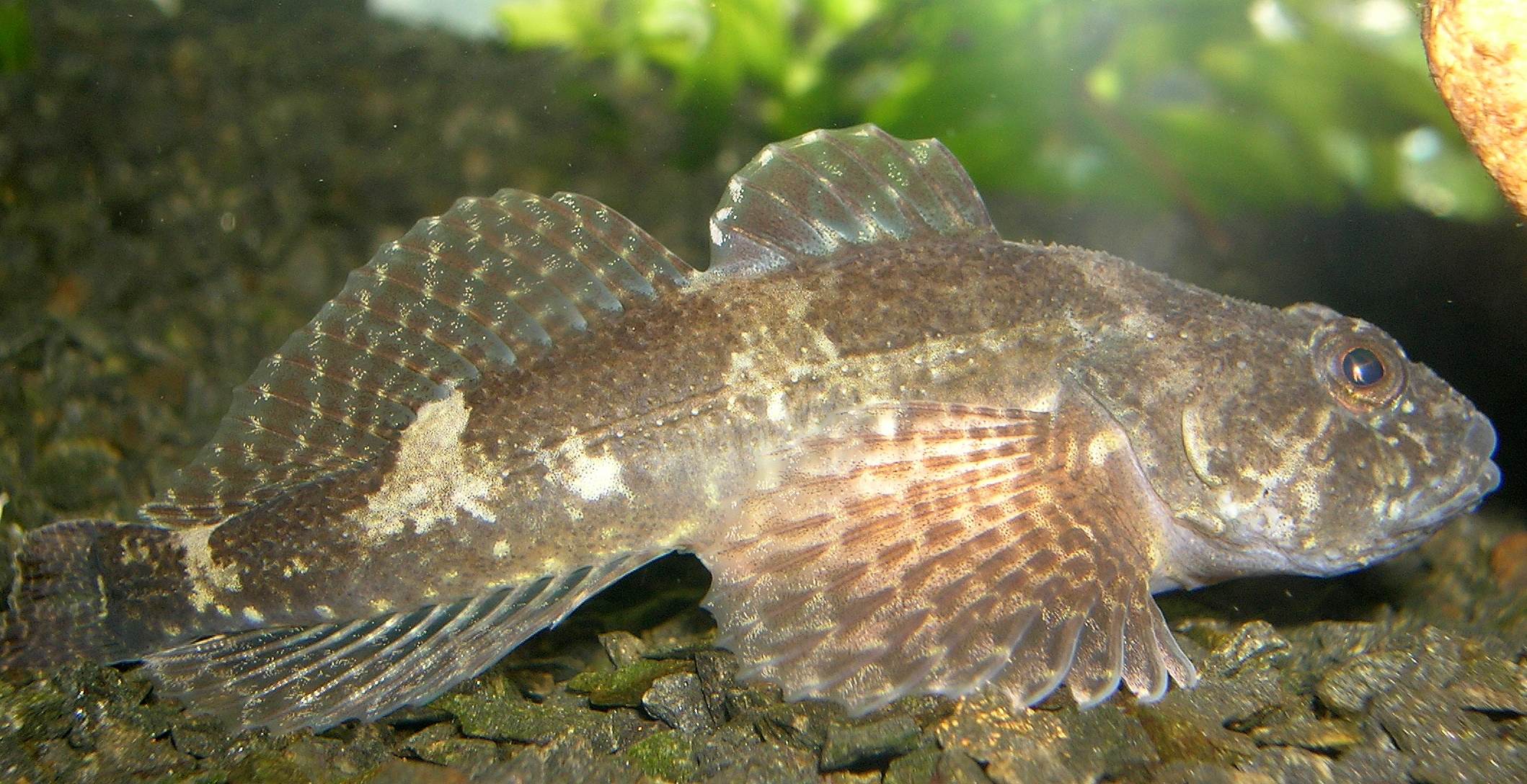
Felnőtt példány
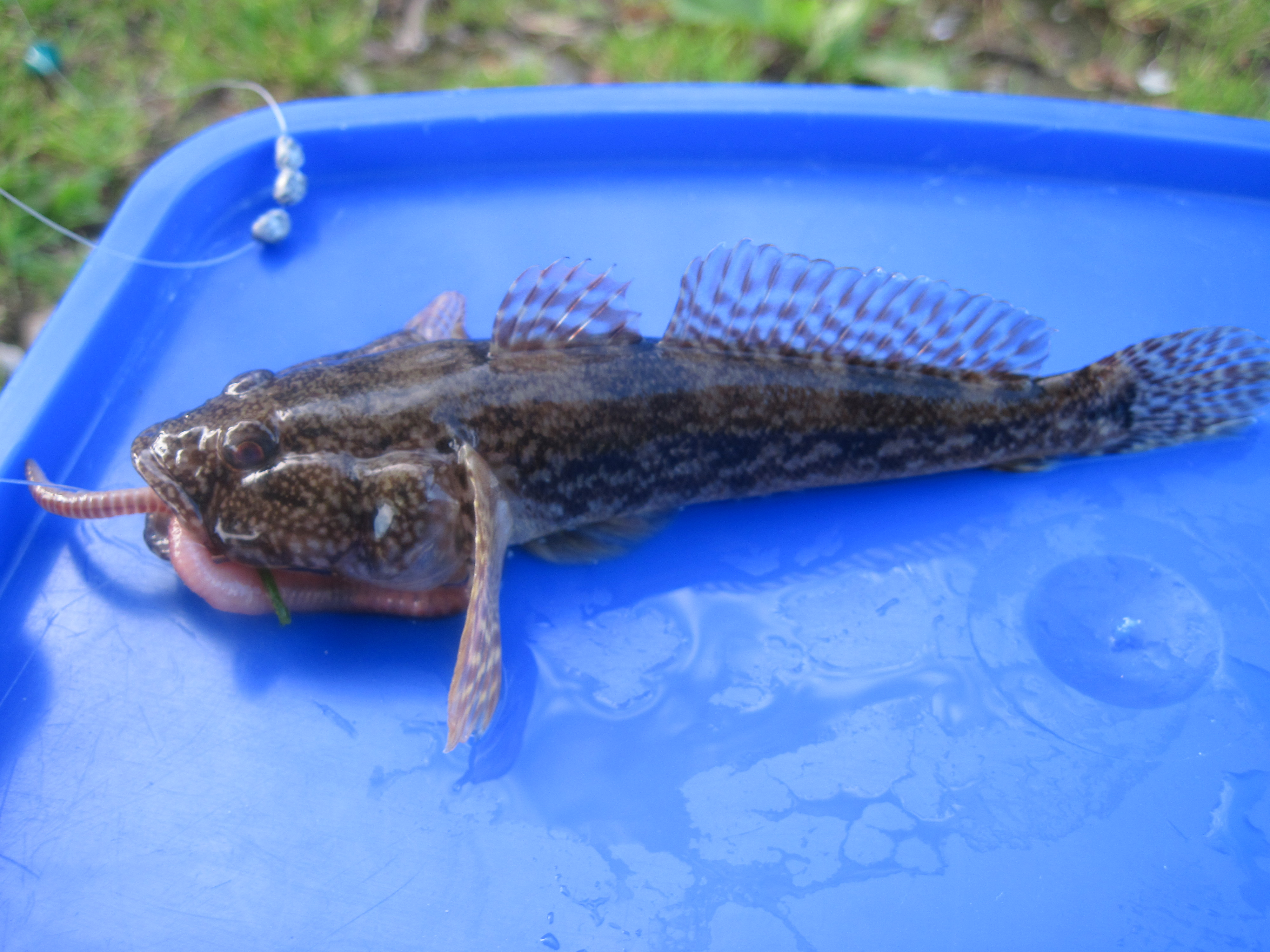
A holland Merwede-folyóból gilisztával fogott Botos kölönte
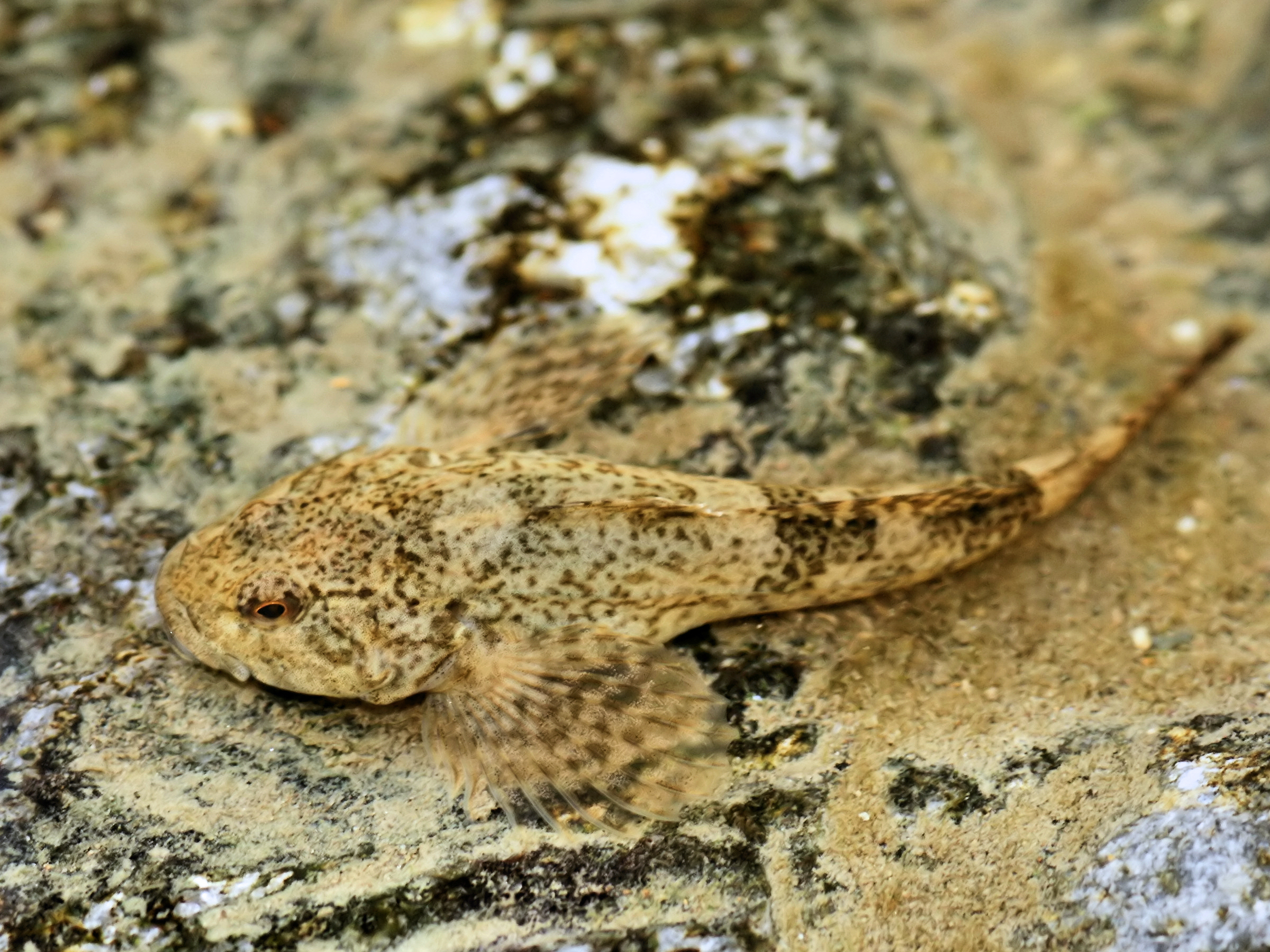
A Viroin-folyóból befogott Botos kölönte
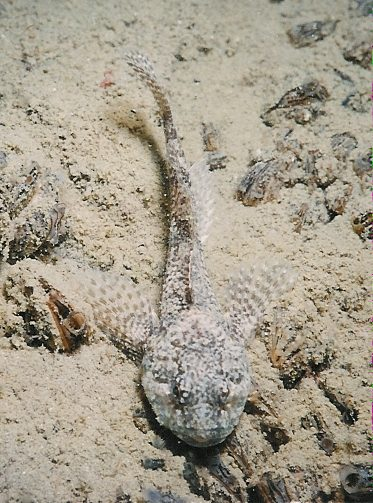
Színezete jól alkalmazkodik a mederfenékhez

### Internetes leírások a botos kölöntéről
- A faj szerepel a Természetvédelmi Világszövetség Vörös Listáján. IUCN. (Hozzáférés: 2011. december 14.)
- A faj adatlapja a FishBase oldalán. FishBase. (Hozzáférés: 2011. december 14.)
- European Bullhead Cottus gobio Linnaeus, 1758. BioLib.cz. (Hozzáférés: 2011. december 14.)
- A taxon adatlapja az ITIS adatbázisában. Integrated Taxonomic Information System. (Hozzáférés: 2011. december 14.)
- Bullhead (Cottus gobio) (angol nyelven). ARKIVE. [2010. október 28-i dátummal az eredetiből archiválva]. (Hozzáférés: 2010. október 12.)
- Cottus gobio Linnaeus, 1758 (angol nyelven). Encyclopedia of Life. [2011. február 3-i dátummal az eredetiből archiválva]. (Hozzáférés: 2011. december 14.)
- Cottus Linnaeus, 1758 (angol nyelven). uBio. (Hozzáférés: 2011. december 14.)
- Cottus Linnaeus, 1758 (angol nyelven). UNEP-WCMC Species Database. (Hozzáférés: 2011. december 14.)[halott link]